# لويس ماتشادو
لويس ماتشادو (بالإسبانية: Luis Machado)‏ (22 ديسمبر 1991 في الأوروغواي - ) هو لاعب كرة قدم أوروغواني في مركز الهجوم. شارك مع منتخب الأوروغواي تحت 20 سنة لكرة القدم. أما مع النوادي، فقد لعب مع رامبلا جونيورز والتانك سيلي ونادي سيرو وTacuarembó F.C. ‏.

## وصلات خارجية
- لويس ماتشادو على موقع قاعدة بيانات كرة القدم.إي يو (الإنجليزية)
- لويس ماتشادو على موقع Soccerway.com (الإنجليزية)